# ORP Nawigator

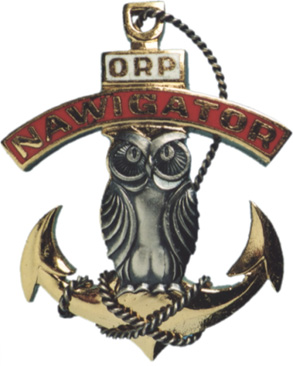
Odznaka pamiątkowa ORP „Nawigator”

ORP „Nawigator” – polski okręt rozpoznawczy, rozpoznania radioelektronicznego projektu 863 (w kodzie NATO: Modified Moma), numer taktyczny 262.
Jednostka została zaprojektowana w Polsce i zbudowana w Stoczni Północnej w Gdańsku jako pierwsza z serii. Jego okrętem bliźniaczym jest ORP „Hydrograf”. Okręt służy w 3 Flotylli Okrętów i współtworzy Grupę Okrętów Rozpoznawczych.
Okręt przeznaczony jest do prowadzenia rozpoznania radioelektronicznego Marynarki Wojennej. Jest jednostką o nieograniczonej dzielności morskiej i długiej autonomiczności, mogącą operować na wszystkich akwenach świata.
W dniach 4–26 maja 1983 roku okręt wziął udział w wielkich ćwiczeniach sił Marynarki Wojennej o kryptonimie Reda-83. Okręt w latach 2010–2013 oraz 2018 przeszedł remonty i modernizacje polegające na wymianie 95% wyposażenia i montażu m.in. systemów wsparcia elektronicznego (z ang. ESM, Electronic Support Measures) i dostawę, montaż i integrację Szerokopasmowych Systemów Rozpoznania. Celem tych zabiegów jest przedłużenie służby okrętu oraz jego znaczne unowocześnienie.